# 良言写意
《良言写意》（英語：Lie to Love）是根据中国网络作家木浮生的同名小说改编而成的中国大陆电视剧，由陈畅执导，胡小帅、言内担任剧集编剧，陈起贤担任音乐总监，企鹅影视和上海金禾影视、留白影视联合出品，罗云熙、程潇领衔主演，季肖冰、田依桐、高寒、李佳洁、管梓净、趙崢联合主演的都市浪漫爱情剧。2020年11月30日，该剧正式在苏州开机，并在2021年3月9日正式杀青。於2021年11月30日在愛奇藝和腾讯视频首播。

## 播出平台
| 頻道         | 所在地   | 日期           | 時間  | 備註                                                       |
| 腾讯视频     | 中国大陆 | 2021年11月30日 | 20:00 | 会员首周二至周四更新2集，次周起更改为每周一至周三更新2集。 |
| 爱奇艺       | 中国大陆 | 2021年11月30日 | 20:00 | 会员首周二至周四更新2集，次周起更改为每周一至周三更新2集。 |
| WeTV         | 臺灣     | 2021年11月30日 | 20:00 | 会员首周二至周四更新2集，次周起更改为每周一至周三更新2集。 |
| 愛爾達影劇台 | 臺灣     | 2022年5月4日   | 19:00 | 每週一至週五連播兩集                                       |

## 演员列表

### 领衔主演
| 演員   | 角色   | 介紹 |
| 罗云熙 | 厉择良 | 欧缦集团副总兼董事長 外表帥氣陽光，極具商業頭腦，運籌帷幄掌握大局，是顏值與才華的完美結合體。學生時代與蘇寫意相識，原本高冷的他被善良可愛的蘇寫意吸引，從而與其相愛。因一場意外，脚部组织坏死而被迫截肢左腿膝蓋以下截肢。因外出都會穿戴義肢來行動，鮮少人知道他英俊外表下的腿部缺陷残疾。曾被蘇寫意誤會。在经历了命运的纠缠、情感的纠葛後解開誤會的兩人再次吸引彼此的心，用自己的方式守护這得來不易的爱情。     |
| 程潇   | 苏写意 | 欧缦集团总裁办副總臨時助理 沈写晴之妹，是歐縵集团的其中一员。原本是一個可愛善良的元氣少女一场变故，令她家破人亡，记忆全无。恢復記憶後，为了调查真相而刻意伪装失忆，潛伏並徘徊在昔日恋人厉择良身边，卻發現始作俑者卻指向自己最深愛的戀人厲擇良。而她展开了一系列的報復，使厲擇良的事業陷入低谷。后来得道知了當年的真相，發現自己一直錯怪厲擇良，並通過自己的方式努力挽回這段感情，最後兩人成為彼此最堅實的依靠。 |

### 主要演员
| 演員   | 角色   | 介紹 |
| 季肖冰 | 谢明皓 | 合伙人级别的精英律师 本劇大反派（黑桃K), 沈寫晴前未婚夫。魅力型男，待人接物如春風般和煦溫暖，體型健壯的他總能給身邊的人安全感。曾與蘇寫意的姐姐沈寫晴訂婚，但卻意外發現自己愛上她的妹妹寫意，深陷其中無法自拔。在蘇家遭遇不測後，一直默默保護著她，進而成為寫意最信任及依賴的人, 對於蘇寫意的復仇舉動十分擔心，害怕行動會給她帶來不好的影響，看似良善的臉上隱藏著巨大的迷霧。                                     |
| 田依桐 | 施楚楚 | 歐縵集團總裁辦助理總裁 恆業銀行的千金，和厲擇良有業務合作往來。大方率性，有著相當出眾的工作能力不拘一格的她在職場上自信又果斷。與厲擇良認識了十幾年時間在愛情上知進退，大學時喜歡「哥們兒」厲擇良，但是他並不喜歡她。表面上是女強人並不介意蘇寫意的態度，其實喜歡厲擇良很久當自覺追愛無望後默默從愛慕者退回「紅顏知己」的位置。後來与「搖滾天王」的流量明星奧斯卡相處越久後，內心同樣傲嬌的他們慢慢成了歡喜冤家。 |
| 高寒   | 奥斯卡 | 真名侯曉東，酒吧老板。與厉择良、施楚楚是中学同学兼死党，同时也是苏写意的学长。出生于金融世家，父親是基金界的大腕。英俊帅气但自恋又中二的他自称是“摇滚天王”的流量明星。看起来似乎是一位游戏花丛的人物，在酒吧里只喝奶茶。与内心同样傲娇的千金施楚楚相處越久后時常鬥嘴的成了不打不相识的欢喜冤家。痴迷于音乐，对爱情毫不在意的他以“神助攻”的身份全程参与了厉择良和苏写意的爱情。                                        |
| 汤晶媚 | 沈写晴 | 苏写意的姐姐，谢明皓之前未婚妻，沈志宏养女。内心总是对养父和妹妹心存芥蒂，因为受到了谢明皓的唆使，间接导致父亲破产和死亡，内心很愧疚的她的記憶出現了混亂，而患上精神疾病忘記了所有人，當她終於清醒過來，發現自己一直與惡魔為伍，而自己深愛的惡魔卻從來不愛自己只愛妹妹寫意，她該何去何從。 |
| 管梓净 | 季英松 | 厲擇良貼身助理，職場技能滿點，使命必達, 身為黄金助理，只有他了解厉择良在面具之下隐藏着的真面目，帮助厉择良处理身边的琐碎杂务，是厉择良最忠心的助理。 |
| 赵峥   | 霍堅   | 歐縵集團董事長，厲擇良的舅舅。费尽心机想奪走欧缦，没想到厉择良在颓废不羈的面具之下居然是另一张精明腹黑的脸，離開前告诉了苏写意，说其实逼他做这一切的人都是黑桃K。 |
| 李佳洁 | 宫明月 | 歐縵集團總裁辦文職員工，性格活泼好强不甘人后，腦中有一萬本宮鬥戲素材實則是個傻白甜，总想表现自己精明世故的一面，一开始对苏寫意有競爭意識，但在相處過程中漸漸成為了寫意在公司裡唯一能推心置腹的好朋友，最终也收获了属于自己的爱情。 |
| 王姿允 | 易菲   | 霍堅的特助，保持着和老板的不正当的关系，但是在工作上還是可以安排的非常妥貼，也是她先发现到苏写意的不对勁。 |
| 华雯   | 杰西卡 | 欧缦集团人事部经理，苏写意的面试官。 |

### 其他演员
| 演員     | 角色     | 介紹                                                                                                 |
| 施羽     | 羅曼先生 | 福佳德拍賣公司                                                                                       |
| 黄妮娜   | 羅曼夫人 | |
| 郭秋成   | 沈志宏   | 沈寫晴、蘇寫意的爸爸，妻子姓蘇，知味公司老闆，已過世。                                               |
| 王子轩   | 林泰     | 前歐縵集團總裁辦副總秘書，作为霍堅培養來監視厲擇良的工具，因炒賣酒店房間的視頻直接公屏播放而被開除。 |
| 杨晨     | 陳恒生   | 歐縵集團旗下雲峰酒店總經理，原本是厲闊海的助理出賣厲闊海幫霍堅做事而升職。                           |
|          | 厲闊海   | 厲擇良的爸爸，歐縵酒店集團創始人，被霍堅害死。                                                       |
| 梁超     | 秦老闆   | 品軒画廊老板，厉择良的手下，看起来高深莫测，實則已被厉择良收買成為他的人。                           |
| 吳亞衡   | 戴子昂   | 戴總，正德酒店集团總經理，視歐縵為死對頭。                                                           |
| 张灵彦   |          | 戴總秘書                                                                                             |
| 屈剛     |          | 施楚楚的父親，恒業銀行老董，歐縵的投資金主也是歐縵的大股東。                                         |
| 郭東海   | 劉阿偉   | 蜘蛛人，老家在雲南，以前是老厲總的玻璃清潔工，已過世。                                               |
| 刘金卓玛 | 劉笑笑   | 劉阿偉的女兒                                                                                         |
| 孙志峰   | 李霞     | 劉阿偉的妻子，劉笑笑的媽媽                                                                           |
| 賀小倩   | 李菲     | |
| 柴隽哲   | 柴火     | 霍堅的手下打手                                                                                       |
| 王泽沛   | 何江华   | 《HOTEL WORLD》雜誌社主編                                                                            |
| 袁雨涵   | 李小姝   | 歐縵集團總裁辦員工                                                                                   |
| 曹需恒   | 蜂蜜大叔 | 賣蜂蜜商家                                                                                           |

## 电视剧原声带

### 中国大陆
| 《良言写意》电视剧原声带 | 《良言写意》电视剧原声带 | 《良言写意》电视剧原声带 | 《良言写意》电视剧原声带 | 《良言写意》电视剧原声带 |
| 曲序                     | 曲目                     |                          | 作曲                     | 演唱                     |
| ------------------------ | ------------------------ | ------------------------ | ------------------------ | ------------------------ |
| 1.                       | 寂静之忆（主题曲）       | 陳嬛                     | 邱彥誠                   | 希林娜依高               |
| 2.                       | 你最近好嗎（片尾曲）     | 汪蘇瀧                   | 汪蘇瀧                   | 汪蘇瀧                   |
| 3.                       | Because of you（插曲）   | 李昭萱                   | 邱彥誠                   | 罗云熙                   |
| 4.                       | 树洞有光（插曲）         | 唐恬，李昭萱，陳嬛       | 邱彥誠                   | 李潤祺                   |
| 5.                       | Circle of Love（插曲）   | 陳嬛                     | 邱彥誠                   | 張天                     |
| 6.                       | 轻敌（插曲）             | 万一                     | 陳起賢                   | 陳琪東                   |
| 7.                       | Your Moon（插曲）        | 陳嬛                     | 邱彥誠                   | 安唯綾                   |
| 8.                       | 启明星（插曲）           | 陳嬛                     | UrbanCla6ix              | BY2                      |
| 9.                       | 我的太阳（插曲）         | 陳嬛                     | 邱彥誠                   | 司南                     |
| 10.                      | Mrs. Right（插曲）       | 李昭萱，陳嬛             | 邱彥誠                   | 汪睿                     |